# Cryptus tjanshanicus
Cryptus tjanshanicus là một loài tò vò trong họ Ichneumonidae.